# غريس مفوامبا
غريس مفوامبا بالونغو (مواليد 17 سبتمبر 1998) هي لاعبة كرة قدم من جمهورية الكونغو الديمقراطية تلعب كمهاجمة في الدوري السعودي الممتاز للسيدات لصالح نادي الترجي، كما تمثل منتخب جمهورية الكونغو الديمقراطية للسيدات.

## المسيرة مع الأندية
لعبت مفوامبا لصالح دي سي إم بي/بيكيرا وسي إس إف بيكيرا في جمهورية الكونغو الديمقراطية، ثم انتقلت إلى مالابو كينغز في غينيا الاستوائية، وبعد ذلك انضمت إلى ALG سبور في تركيا. حققت لقب الدوري التركي الممتاز للسيدات 2021-22 مع فريقها. وفي موسم الدوري التركي الممتاز للسيدات 2022-23، انتقلت إلى طرابزون سبور.

## المسيرة الدولية
شاركت مفوامبا مع منتخب جمهورية الكونغو الديمقراطية للسيدات في تصفيات كرة القدم للسيدات لأولمبياد 2020 (الدور الأول).
| النادي             | الموسم                                | الدوري             | الدوري    | الدوري  | المنافسات القارية | المنافسات القارية | المباريات الوطنية | المباريات الوطنية | المجموع   | المجموع |
| النادي             | الموسم                                | الفئة              | المباريات | الأهداف | المباريات         | الأهداف           | المباريات         | الأهداف           | المباريات | الأهداف |
| ------------------ | ------------------------------------- | ------------------ | --------- | ------- | ----------------- | ----------------- | ----------------- | ----------------- | --------- | ------- |
| ALG Spor           | الدوري التركي الممتاز للسيدات 2021-22 | الممتاز            | 14        | 4       | 0                 | 0                 | 0                 | 0                 | 14        | 4       |
| ALG Spor           | المجموع                               | المجموع            | 14        | 4       | 0                 | 0                 | 0                 | 0                 | 14        | 4       |
| طرابزون سبور       | الدوري التركي الممتاز للسيدات 2022-23 | الممتاز            | 20        | 10      | 0                 | 0                 | 0                 | 0                 | 20        | 10      |
| طرابزون سبور       | الدوري التركي الممتاز للسيدات 2023-24 | الممتاز            | 4         | 2       | 0                 | 0                 | 0                 | 0                 | 4         | 2       |
| طرابزون سبور       | المجموع                               | المجموع            | 24        | 12      | 0                 | 0                 | 0                 | 0                 | 24        | 12      |
| المجموع في المسيرة | المجموع في المسيرة                    | المجموع في المسيرة | 38        | 16      | 0                 | 0                 | 0                 | 0                 | 38        | 16      |

## الإحصائيات

### الأهداف الدولية
القائمة تظهر أهداف جمهورية الكونغو الديمقراطية أولاً
| رقم | التاريخ        | المكان                                             | الخصم   | النتيجة | النتيجة النهائية         | البطولة                                               | المصدر |
| --- | -------------- | -------------------------------------------------- | ------- | ------- | ------------------------ | ----------------------------------------------------- | ------ |
| 1   | 5 أبريل 2019   | الملعب الوطني، دار السلام، تنزانيا                 | تنزانيا | 2–1     | 2–2                      | تصفيات كرة القدم للسيدات لأولمبياد 2020 (الدور الأول) | [ 7 ]  |
| 2   | 9 أبريل 2019   | ملعب الشهداء، كينشاسا، جمهورية الكونغو الديمقراطية | تنزانيا | 1–0     | 1–0                      | تصفيات كرة القدم للسيدات لأولمبياد 2020 (الدور الأول) | [ 7 ]  |
| 3   | 24 فبراير 2020 | استاد إيبيبيين، إيبيبيين، غينيا الاستوائية         | تشاد    | 4–2     | كأس يونيكاك للسيدات 2020 | [ 8 ]                                                 |        |
| 4   | 24 فبراير 2020 | استاد إيبيبيين، إيبيبيين، غينيا الاستوائية         | تشاد    | 4–2     | كأس يونيكاك للسيدات 2020 | [ 8 ]                                                 | 2–0    |

## الألقاب
الدوري التركي الممتاز للسيدات
ALG سبور
البطلة (1): الدوري التركي الممتاز للسيدات 2021-22

## وصلات خارجية
- غريس مفوامبا  على فيسبوك.
- غريس مفوامبا على إنستغرام